# MPlayer
MPlayer — це вільний програвач мультимедіа. Програма працює на більшості сучасних операційних систем, зокрема MPlayer можна запустити на Linux, FreeBSD, NetBSD, OpenBSD, Darwin, Mac OS X, BeOS, QNX, Solaris, Irix, HP-UX, AIX і інших різновидах UNIX; Microsoft Windows; також є порти для AmigaOS, AROS и MorphOS.
Розробка MPlayer почалась у 2000 році угорським програмістом Arpad Gereöffy, до якого згодом приєдналися інші програмісти.
MPlayer унікальний зокрема  тим, що стандартна консольна версія не має графічного інтерфейсу — все керування здійснюється із клавіатури або пульта дистанційного керування (lirc). У цьому режимі на екрані відображається тільки вікно з відтвореним відео.
Існує також версія MPlayer'а з графічним інтерфейсом. Для GUI необхідний GTK 1.2.x або GTK 2.0. Існують численні графічні приставки, що поліпшують зовнішній вигляд MPlayer, наприклад KMPlayer.
В Windows можна використовувати графічну оболонку MPUI [Архівовано 11 травня 2020 у Wayback Machine.], стилізовану під Windows Media Player Classic.

## Можливості
MPlayer може відігравати різноманітний набір медіа форматів, а саме: будь-який формат, що підтримується бібліотеками FFmpeg, а також може записувати увесь потік трансляції в локальний файл.
Супутня програма, що називається MEncoder, може прийняти вхідний потік або файл і перекодувати його у декілька різних форматів на виході, при необхідності застосовуючи різні перетворення на ходу.

## Формати відео і аудіо
- Оптичні диски: CD, DVD, Video CD
- універсальні формати: 3GP, AVI, ASF, FLV, Matroska, MOV (QuickTime), MP4, NUT, Ogg, OGM, RealMedia
- Відео формати: Cinepak, DV, H.263, H.264/MPEG-4 AVC, HuffYUV, Indeo, MJPEG, MPEG-1, MPEG-2, MPEG-4 Part 2, RealVideo, Sorenson, Theora, WMV
- Аудіо: AAC, AC3, ALAC, AMR, FLAC, Intel Music Coder, MP3, RealAudio, Shorten, Speex, Vorbis, WMA
- Субтитри: AQTitle, ASS/SSA, CC, JACOsub, MicroDVD, MPsub, OGM, PJS, RT, Sami, SRT, SubViewer, VOBsub, VPlayer
- Підтримка графічних форматів: BMP, JPEG, MNG, PCX, PTX, TGA, TIFF, SGI, Sun Raster
- Протоколи: RTP, RTSP, HTTP, FTP, MMS, Netstream (mpst://), SMB, ffmpeg:// (використовує FFmpeg)

MPlayer підтримує безліч різних пристроїв виводу для відображення відео, у тому числі VDPAU, розширення X відео, OpenGL, DirectX, Direct3D, Quartz Compositor, VESA, Framebuffer, SDL та інші, такі як ASCII art і Blinkenlights. Також може бути використаний для відображення ТБ з ТВ-карти за допомогою пристрою tv://channel [Архівовано 24 липня 2013 у Wayback Machine.], або грати і захоплювати радіоканали по radio://channel|frequency.
Починаючи з версії 1.0rc1, вбудовано підтримку для ASS/SSA формату субтитрів при використанні libass, хоча досі під питанням відображення деяких мов (наприклад, тих, які вимагають складних систем писемності, таких як арабська).
Підтримувані плагіни:
```
    XMMS плагіни
    Avisynth
```

## Інтерфейс
- q,esc - вихід
- p - пауза
- 9,0 - збільшити/зменшити рівень звуку (Стоять на місці круглих дужок. При одночасному натисненні клавіші Shift - регулють баланс стерео).
- m - приглушити звук
- left, right - прокрутка десяти секунд
- up, down - прокрутка хвилини
- pg up, pg dn - прокрутка десяти хвилин
- f - повноекранний/віконний режим
- < > - попередній/наступний файли в списку. (Якщо відкривати як *.*).

## Типові ключі
- -subcp - (subtitles codepage) кодування субтитрів.
- -idx - створити індекс для файлу. Дозволяє прокручувати файли що ще не дозавантажувалися.